# Stade Omnisports de Malouzini
Het Stade Omnisports de Malouzini is een multifunctioneel stadion in Moroni, een stad in Comoren.
In 1990 werden al plannen gemaakt om dit stadion te bouwen. Er werd in die tijd een stuk land gekocht van de stad Iconi door de overheid voor dat project. Er werd door de toenmalige president Saïd Mohamed Djohar al een symbolische 'eerste steen' gelegd. Pas vanaf 2010 werd het project weer opgepakt.
Op 21 mei 2016 wordt de bouw officieel gestart met wederom een steen die gelegd wordt door de president, ditmaal Ikililou Dhoinine. De bouw begint eigenlijk pas in februari 2017. De bouw werd verricht door het Chinese bedrijf Shanghai Construction Groupe (SCG). Naast het hoofdveld is een trainingsveld aangelegd met kunstgras. Het stadion werd geopend in mei 2019.
Het stadion wordt vooral gebruikt voor voetbalwedstrijden, het Comorees voetbalelftal maakt gebruik van dit stadion. Er kunnen ook atletiekwedstrijden gespeeld worden. Naast het grasveld ligt een blauwe atletiekbaan. De bedoeling is om met dit sportcomplex ook andere sporten te ontwikkelen op het eiland. In het stadion is plaats voor 10.726 toeschouwers.

## Afbeeldingen

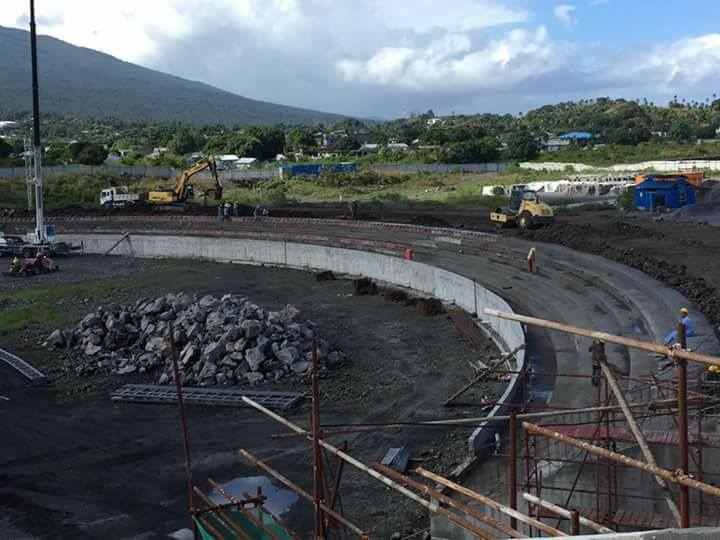
Foto gemaakt tijdens de bouw in 2017. De bouw duurde van 2016 tot en met 2019.
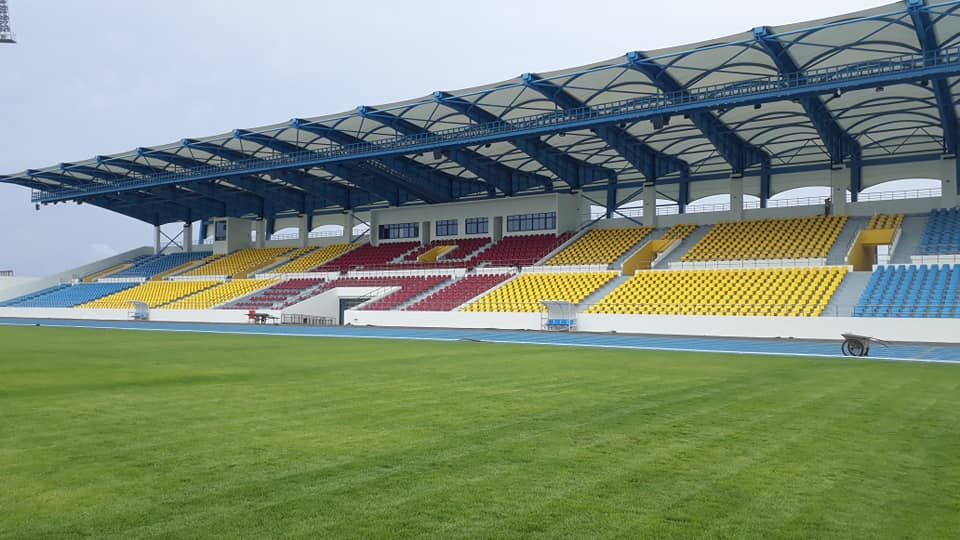
Westtribune, foto gemaakt in mei 2019. Dit is het enige deel van het stadion dat overdekt is.
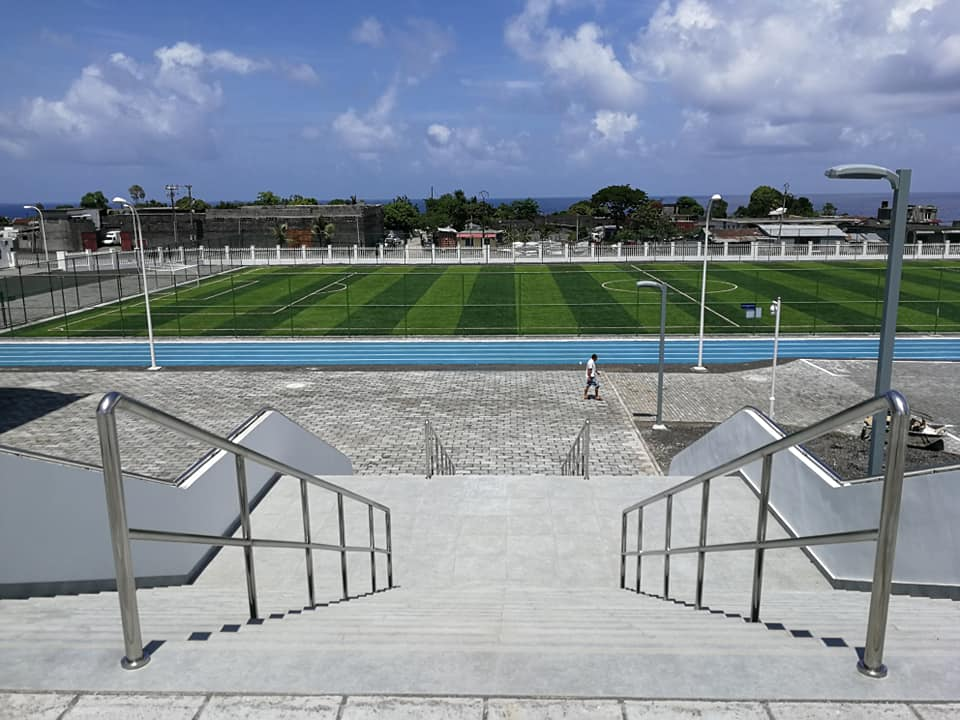
Foto van de trap die naar het trainingsveld naast het stadion leidt.
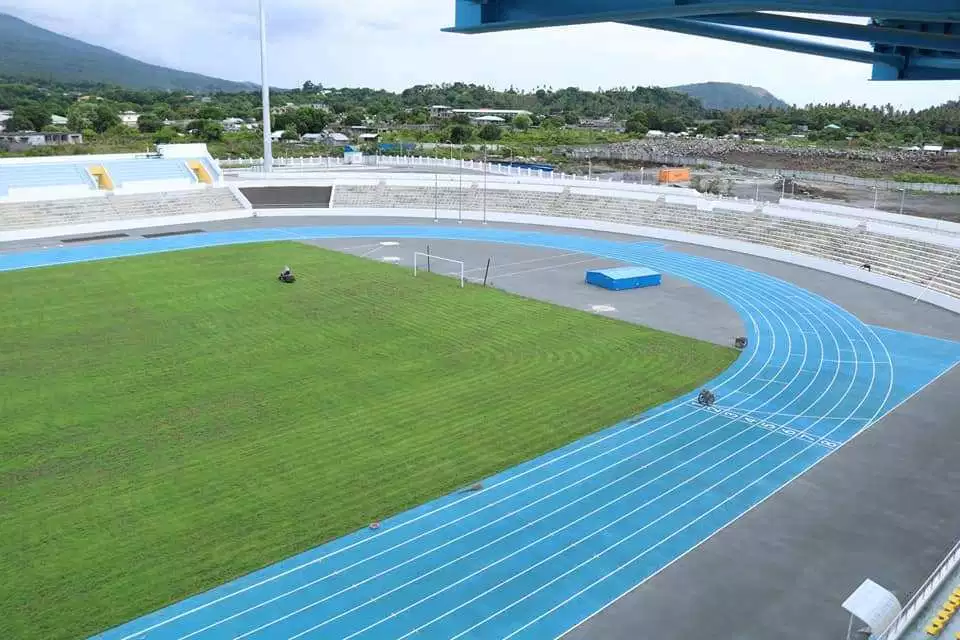
De atletiekbaan om het veld heen. Een atletiekbaan met vier banen.
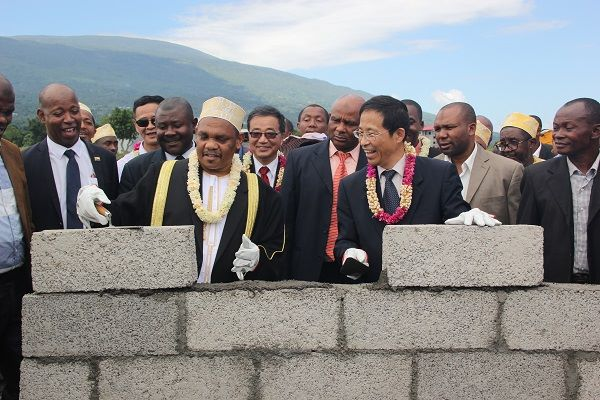
'Eerste steen' wordt gelegd door president Ikililou Dhoinine in mei 2016.